# Etowah (Arkansas)
Etowah es un pueblo ubicado en el condado de Misisipi en el estado estadounidense de Arkansas. En el Censo de 2010 tenía una población de 351 habitantes y una densidad poblacional de 22,93 personas por km².

## Geografía
Etowah se encuentra ubicado en las coordenadas 35°42′57″N 90°13′51″O / 35.71583, -90.23083. Según la Oficina del Censo de los Estados Unidos, Etowah tiene una superficie total de 15.31 km², de la cual 15.29 km² corresponden a tierra firme y (0.08%) 0.01 km² es agua.

## Demografía
Según el censo de 2010, había 351 personas residiendo en Etowah. La densidad de población era de 22,93 hab./km². De los 351 habitantes, Etowah estaba compuesto por el 91.17% blancos, el 1.14% eran afroamericanos, el 0% eran amerindios, el 0.28% eran asiáticos, el 0% eran isleños del Pacífico, el 5.13% eran de otras razas y el 2.28% pertenecían a dos o más razas. Del total de la población el 7.12% eran hispanos o latinos de cualquier raza.